# Tsunekazu Takeda
Tsunekazu Takeda (japanska: 武田 恒和?, Takeda Tsunekazu) född 1 november 1947 i Tokyo prefektur, är en japansk före detta OS-ryttare och idrottsledare, ledamot i Internationella olympiska kommittén (IOK) och ordförande i Japans olympiska kommitté. Han var chef för OS i Tokyo 2020, men avgick från sina poster drygt ett år före OS efter att ha misstänkts för korruption i samband med att Japan tilldelades sommarspelen
Tsunekazu Takeda är barnbarnsbarn till Meijikejsaren.